# Postmortale Vollmacht
Als Postmortale und Transmortale Vollmacht werden Vollmachten bezeichnet, die nach dem Tod des Vollmachtgebers gültig sind. Postmortal bezeichnet Vollmachten, die nur nach dem Tod gelten (z. B. auch im Rahmen einer Bestattungsverfügung), transmortal solche, die vor und nach dem Tod gelten. Die Vollmacht wird zwar vom Verstorbenen erteilt, gilt aber ab dem Tod als Vollmacht für die Erben, da der Verstorbene nicht mehr rechtsfähig ist.

## Deutschland
Nach deutschem Recht erlischt die Vollmacht nicht stets mit dem Tod des Vollmachtgebers, sondern es ist durch Auslegung zu ermitteln, ob die Vollmacht über den Tod hinaus gelten soll. Liegt der Vollmacht ein Auftragsverhältnis zu Grunde, besteht die Auslegungsregel, dass im Zweifel der Auftrag und somit die Vollmacht fortbestehen (§§ 168 S. 1, 672 S. 1 BGB). Das Gleiche gilt beim zugrunde liegenden entgeltlichen Geschäftsbesorgungsvertrag (§ 675 BGB).
Bei der isolierten Vollmacht ist im Zweifel ein Erlöschen der Vollmacht anzunehmen. Das Gleiche soll nach Ansicht mehrerer Oberlandesgerichte bei einer Vorsorgevollmacht gelten, da diese eine rechtliche Betreuung ersetzen soll und Letztere mit dem Tod der betreuten Person endet.

## Österreich
Im österreichischen Recht (§ 1022 ABGB) endet die Vollmacht im Regelfall sowohl durch den Tod des Vollmachtgebers (Gewaltgeber) als auch des Bevollmächtigten (Gewalthaber). Lässt sich aber das angefangene Rechtsgeschäft ohne offenbaren Nachteil für den Erben nicht unterbrechen, oder erstreckt sich die Vollmacht selbst ausdrücklich auf den Todesfall des Vollmachtgebers, hat der Bevollmächtigte das Recht und die Pflicht, das Geschäft zu vollenden.

## Schweiz
Im schweizerischen Recht erlischt die Vollmacht, sofern nicht das Gegenteil vereinbart ist oder aus der Natur des Geschäftes hervorgeht, mit dem Tod, der Verschollenerklärung, dem Verlust der Handlungsfähigkeit oder dem Konkurs des Vollmachtgebers oder des Bevollmächtigten (Art. 35 I OR).